# MIDSUMMER CAROL ガマ王子 vs ザリガニ魔人
『MIDSUMMER CAROL ガマ王子 vs ザリガニ魔人』（ミッドサマー キャロル ガマおうじ たい ザリガニまじん）は、日本の舞台作品。2004年初演。2008年に『パコと魔法の絵本』のタイトルで映画化された。

## 概要
初演は2004年。作者は後藤ひろひと、演出はG2。G2が主宰していた演劇制作ユニット「G2プロデュース」の作品として上演された。劇中歌は瓜生明希葉が歌っている。
病院が舞台となっており、登場人物のほとんどは入院患者、医師、看護師。頑固で偏屈な男・大貫が、パコという少女に出会い、変化していく様子を描く。
2017年には野坂実、2025年には平塚直隆の演出で上演。また、アマチュア劇団や学生演劇で演じられることもある。

## 2004年初演版
2004年7月4日から25日まで東京渋谷のPARCO劇場から始まり、その後、大阪、新潟、名古屋、福井、仙台、広島、福岡で8月14日まで上演された。

### キャスト
- 大貫 - 木場勝己
- パコ - 加藤瑞貴
- 滝田 - 片桐仁
- 龍門寺 - 山内圭哉
- 木之元 - 犬山イヌコ
- 室町 - 伊藤英明
- 堀米 - 後藤ひろひと
- 浩一・浩二 - 小松和重
- 雅美 - 瀬戸カトリーヌ
- 光岡 - 長谷川京子
- 浅野 - 山崎一

### スタッフ
- 作 - 後藤ひろひと
- 演出 - G2

## 2008年版
2008年3月21日から4月6日まで初演と同じPARCO劇場から始まり、その後、新潟、仙台、大阪、広島、福岡で4月21日まで上演された。

### キャスト
- 大貫 - 吉田鋼太郎
- パコ - 志村玲那
- 滝田 - 中山祐一朗
- 龍門寺 - 山内圭哉
- 木之元 - 楠見薫
- 室町 - 笠原浩夫
- 堀米 - 春風亭昇太
- 浩一・浩二 - 戸次重幸（TEAM NACS）
- 雅美 - 月船さらら
- 光岡 - 新妻聖子
- 浅野 - 岡田浩暉

### スタッフ
- 作 - 後藤ひろひと
- 演出 - G2
- 美術 - 古川雅之
- 照明 - 小川幾雄
- 音響 - 井上正弘
- 音楽 - 佐藤史朗
- 衣裳 - 前田文子
- ヘアメイク - 小島裕司
- 演出助手 - 高野玲
- 舞台監督 - 榎太郎
- プロデューサー - 高橋典子、大西規世子
- 制作 - 中谷正資、北里美織子
- 広報 - 米田律子
- 製作 - 北牧裕幸
- 企画 - PARCO、リコモーション
- 製作 - キューブ、G2プロデュース

## 2014年版
『Paco〜パコと魔法の絵本〜 from「ガマ王子vsザリガニ魔人」』のタイトルで、2014年2月7日から25日まで東京日比谷のシアタークリエから始まり、その後、金沢、仙台、大阪、広島、名古屋、福岡、南相馬で3月21日まで上演された。
タイトルは映画タイトルに合わせる形に変えられているが、映画化の際に加えられた設定や登場人物（浩二の家の1階がダンス教室になっていることや、入院患者たちによる包帯バンドが登場することなど）は取り入れられていない。
東京公演の録画は、2014年5月3日、『Eテレシアター』で放映された。

### キャスト
- 大貫 - 西岡徳馬
- パコ - 谷花音、キッド咲麗花（TPDDash!!）（ダブルキャスト）
- 滝田 - 上山竜司
- 龍門寺 - 山内圭哉
- 木之元 - 広岡由里子
- 室町 - 松下優也
- 堀米 - マギー
- 浩一・浩二 - 伊礼彼方
- 雅美 - 川崎亜沙美
- 光岡 - 安倍なつみ
- 浅野 - 吉田栄作

### スタッフ
- 作 - 後藤ひろひと
- 演出 - G2
- 美術 - 古川雅之
- 照明 - 小川幾雄
- 音響 - 井上正弘
- 音楽 - 佐藤史朗
- 衣裳 - 前田文子
- ヘアメイク - 田中エミ
- 演出助手 - 山田美紀
- 舞台監督 - 瀧原寿子
- プロデューサー - 高橋典子、田中利尚
- 制作 - 川上雄一郎、佐々木悠
- 広報宣伝 - 米田律子、太齋志保、洗秀樹、中山周
- 製作 - 北牧裕幸
- 企画協力 - PARCO
- 後援 - TBSラジオ
- 企画・製作 - 東宝、キューブ

## 2017年版
『MIDSUMMER CAROL ガマ王子 vs ザリガニ魔人』のタイトルで、2017年8月16日から20日まで東京・シアターサンモール、9月2日から3日まで大阪・ABCホールで、30-DELUXとJnapi L.L.C.により上演された。
木之元の性別と光岡の名前等一部が映画版準拠となっている。

### キャスト
- 大貫 - 藤木孝
- パコ - 山田菜々
- 滝田 - 滝川広大
- 龍門寺 - 谷口敏也
- 木之元 - 大地洋輔（ダイノジ）
- 室町 - 戸谷公人
- 堀米 - 桑野晃輔
- 浩一・浩二 - 河原田巧也
- 雅美 - 佐藤美貴
- タマ子 - 伊藤純奈（乃木坂46）、川口莉奈（ダブルキャスト）
- 浅野 - 永岡卓也
- パコのママ - 蓮城まこと・釘宮理恵 （ダブルキャスト）

### スタッフ
- 原作 - 後藤ひろひと
- 演出 - 野坂実
- 音楽 - 小澤時史
- 照明 - 斎藤真一郎
- 殺陣指導 -TeamAZURA
- ヘアメイク -ビューティ★佐口
- 衣裳 - 阿部美千代（MIHYプロデュース）・杮沼千晴
- 美術 -小林奈月
- 音響 - 松木優佳
- 舞台監督 - 金安凌平
- 演出助手 - 加藤雅人（ジェイズプロデュース）
- 宣伝美術 - 矢野啓太（toyvox）
- キャスティング協力- 高柳亮博
- 制作協力 - 大森晴香
- 制作助手 - 赤木山伍里蔵（ジェイズプロデュース）
- プロデューサー -清水順二（ジェイズプロデュース）・原 葵（Jnapi L.L.Ｃ.）・杉山直樹（ジェイズプロデュース）

## 2025年版
TOKAI RADIO PRODUCE 舞台『パコ〜from ガマ王子vsザリガニ魔人』のタイトルで、2025年2月22日から24日まで愛知・メニコン シアターAoi、3月8日に香川・ サンポートホール高松で東海ラジオのプロデュースにより上演された。

### キャスト
- パコ - 上村亜柚香（SKE48）
- 大貫 - 佃典彦
- 浅野 - 田村侑久（BOYS AND MEN）
- 光岡 - 高畑結希
- 室町 - 永田薫（MAG!C☆PRINCE）
- 滝田 - 大城光（MAG!C☆PRINCE）
- 龍門寺 - 永田祐己
- 木之元 - 宮璃アリ
- 浩一・浩二 - 菅沼翔也
- 雅美 - 廣瀬菜都美
- 堀米 - 中山義紘

### スタッフ
- 脚本 - 後藤ひろひと
- 演出 - 平塚直隆
- 舞台監督 - 椎野忠相（リアルステージ株式会社）
- 舞台協力 - 藤井良晃（ライズ）
- 舞台美術 - 岡田保（演劇組織KIMYO／かすがい創造庫）
- 小道具 - 宮田智康（株式会社うりんこ）
- 照明 - 須賀智己（グローリークリエイション）
- 音楽 - 長谷川将志
- 音響 - 堀場眼助（マナコ・プロジェクト）
- 衣裳 - さくま晶子（株式会社うりんこ）
- 演出部 - 絵島クコ、【スウィング】坂田旬、南カンナ
- 写真撮影 - 蟹江宏樹（bridge）
- 映像撮影 - 田中博之
- 宣伝美術 - 宮谷達也（演劇組織KIMYO）
- 制作 - みつ吉、佐藤和佳
- プロデューサー - 鋤柄遼
- 主催 - TOKAI RADIO、東海テレビ放送
- 協力 - オイスターズ
- 企画・製作 - TOKAI RADIO

## 映画版
2008年、中島哲也の監督で『パコと魔法の絵本』というタイトルが付けられて映画化され、大貫役を役所広司、パコ役をアヤカ・ウィルソンが演じた。詳細はパコと魔法の絵本を参照。

## 関連商品

### 書籍
- 「Paco〜パコと魔法の絵本〜」よりガマ王子vsザリガニ魔人   絵  たなかしん（2014年、求龍堂）ISBN 978-4763014184

### DVD
- MIDSUMMER CAROL〜ガマ王子VSザリガニ魔人〜（2005年）2004年版を収録
- MIDSUMMER CAROL〜ガマ王子VSザリガニ魔人〜 2008年版（2008年）
- Paco〜パコと魔法の絵本〜 from「ガマ王子vsザリガニ魔人」谷花音バージョン（2014年）
- Paco〜パコと魔法の絵本〜 from「ガマ王子vsザリガニ魔人」キッド咲麗花バージョン（2014年）